# Élections générales bosniennes de 2014

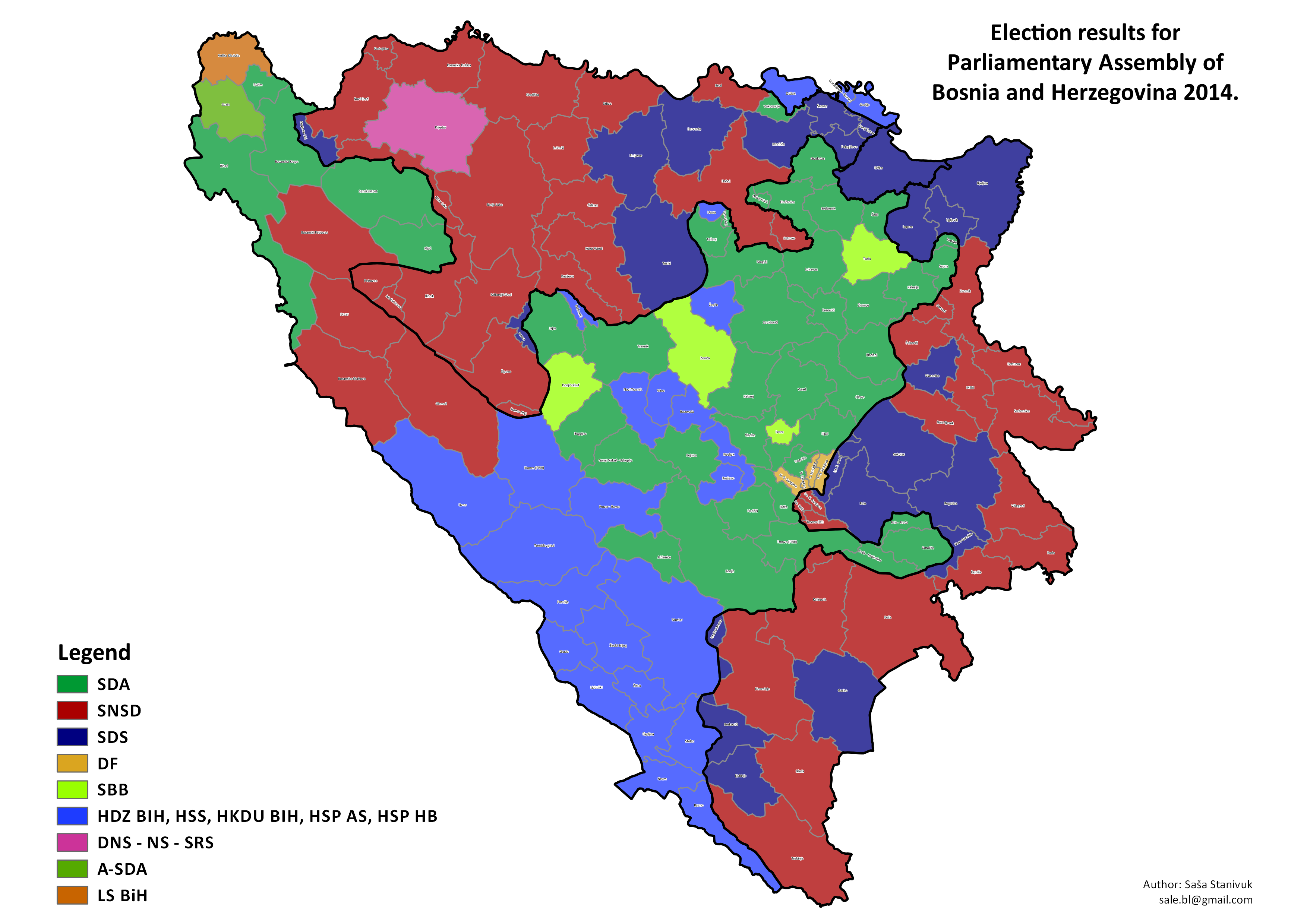
Carte des circonscriptions en Bosnie-Herzégovine

Les élections générales bosniennes de 2014 se sont tenues le 12 octobre 2014. Elles regroupent :
- les élections présidentielles pour élire les trois présidents, un pour chaque communauté (Croates, Bosniaques et Serbes).
- les élections législatives pour élire 42 représentants à la Chambre des représentants.
- les élections aux parlements de la fédération de Bosnie-et-Herzégovine et de la république serbe de Bosnie.